# Óčko
Óčko je první česká hudební televizní stanice, která vysílá od 1. října 2002, zpočátku pod názvem Stanice O. V květnu 2005 stanici koupila mediální skupina MAFRA. Současným ředitelem je Štěpán Wolde. K příležitosti 10. výročí stanice Óčko v roce 2012 došlo k zásadnímu redesignu televizní stanice. V roce 2013 začaly vysílat stanice Óčko Star a Óčko Expres. V roce 2015 byla přidána možnost HbbTV. V roce 2017 se stanice Óčko Gold přejmenovala na Óčko Star. V roce 2019 začala vysílat Óčko Black, avšak pouze v HD. (V DVB-T vysílá i v SD kvalitě.) Taktéž v roce 2019 přibylo k všem stanicím Óčka HD vysílání.
Spoluzakladatelem a bývalým výkonným ředitelem televize je Hynek Chudárek, pozdější generální ředitel České televize.

## Vysílání
Signál Óčka se šíří prostřednictvím kabelové televize a ze satelitního vysílání z družice Astra. Od 25. června 2012 je šířeno prostřednictvím pozemního digitálního vysílání. Vysílá v DVB-T2 Multiplexu 22 Českých Radiokomunikací.
V říjnu 2012 došlo poprvé od počátku vysílání televizní stanice ke změně vizuálního stylu. Autorem vizuálního stylu je společnost FRAME100R.

## Programové schéma
Největší část programu TV Óčko tvoří hudební videoklipy, přes den k aktuální domácí i zahraniční populární hudbě, večer starší písně. Stanice dává prostor i menšinovým hudebním žánrům a součástí vysílání jsou také přímé přenosy či záznamy koncertů a hitparády. Televize Óčko také každoročně vyhlašuje výroční Hudební ceny Óčka.

### Vysílané pořady
Vysílané pořady k 1. lednu 2023

#### Živé moderované pořady
- Mixxxer Live – interaktivní pořad, klipy na přání (telefon a SMS), vzkazy na Facebooku, chat s hosty, tipy, soutěže, reportáže
- Mixxxer Feed
- Mixxxer Extra
- Virtuální svět TV - zavoláním do soutěže získáte voucher pro nákup virtuálního pozemku a registraci do rychlé hry

#### Hitparády
- Óčko Chart – žebříček dle diváckého hlasování
- TOP 10 – deset nejlepších klipů na jedno téma
- Hitrádio Desítka – top desítka jednoho moderátora Hitrádia
- Óčko Black List – patnáctka nejhranějších klipů tohoto týdne na Óčko Black
- Óčko Black Spotify Czech List – rap, co se nejvíce streamuje v Česku
- YouTube Chart – nejsledovanější klipy týdne na YouTube

#### Tematické moderované pořady
- Naked Attraction – 18+
- Ne***telní – 18+
- Drive – pořad o zajímavostech ze světa kultury, tvrdší hudby, tetování a extrémních sportů

#### Tematické klipové pořady
- CZ & SK – proud videoklipů české a slovenské tvorby
- Party Ride – proud videoklipů pro páteční a sobotní party
- Novinky – proud nových videoklipů uplynulého týdne
- Best of... – videoklipy na jedno společné téma (nyní vysíláno na Óčko Star)
- Simply the Best – Největší hity všech dob (nyní vysíláno jako 1Charted)
- Flashback – Proud klipů přehrávaných před několika lety (dříve vysíláno jako Zpátečka)

#### Proudy videoklipů
- Ranní fresh – proud videoklipů na ráno
- Óčko hity – proud videoklipů přes den
- Óčko Flirt – proud videoklipů v noci, televizní SMS chat (dříve vysíláno jako Noční chat)

### Dříve vysílané pořady

#### Živé moderované pořady
- Inbox – rozhovory s hosty ve studiu Óčka, reportáže
- DJ divák – interaktivní pořad, diváci vybírají klipy telefonicky a přes SMS

#### Žánrové moderované pořady
- Knokaut – nadžánrový hudební magazín, klubová scéna, záznamy koncertů, rozhovory
- 5. element – zaměřen na žánr hip hop, rozhovory s hudebními skupinami
- Frisbee – zaměřen na electro a taneční hudbu, rozhovory s hudebními skupinami
- Madhouse – zaměřen na žánr metal, rozhovory s hudebními skupinami

#### Hitparády
- T-Music Chart – hitparáda Top 20 zvolená diváky
- Česká hitparáda – žebříček dle prodejnosti hudebních nosičů, rubrika výtah – amatérské klipy

#### Klipové žánrové speciály
- Dancing – proud tanečních videoklipů

#### Proudy videoklipů
- Rozjezd – ranní proud videoklipů, televizní SMS chat
- Akcelerace – dopolední proud videoklipů
- Jízda – proud videoklipů přes den a večer
- Dojezd – proud videoklipů v nočních hodinách, televizní SMS chat

## Loga stanic Óčka

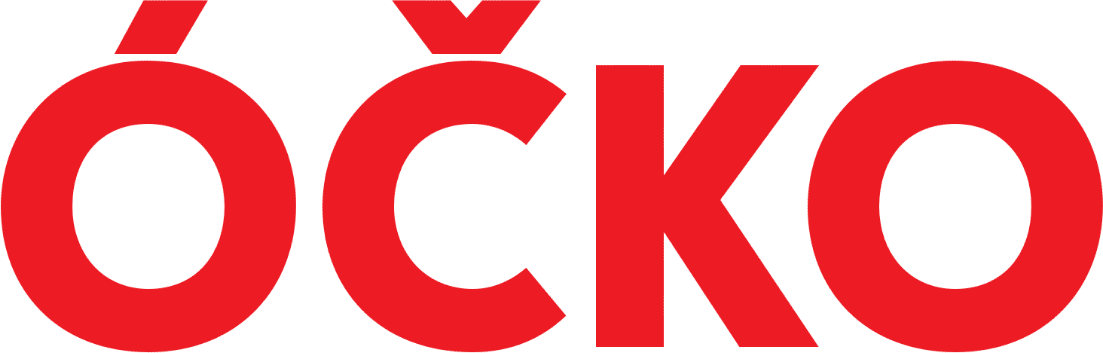
Óčko
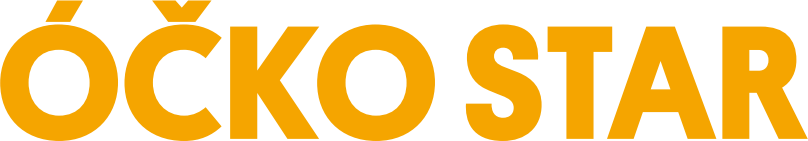
Óčko Star
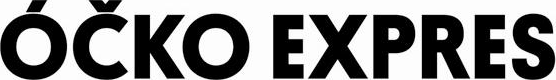
Óčko Expres
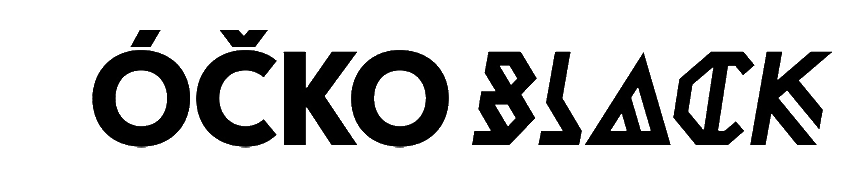
Óčko Black